# فرقة بانزر تاترا
فرقة بانزر تاترا (قسم تدريب Panzer Tatra) فرقة مدرعة من لهير الالمانية تشكلت في مورافيا في أغسطس 1944.  تم تشكيل الفرقة على عجل خلال الانتفاضة الوطنية السلوفاكية عام 1944 عندما خشي الألمان من أن سلوفاكيا قد تنفصل عن قوى المحور وتفتح الطريق أمام تقدم الجيش الأحمر. بعد حملة عقابية قصيرة ضد السلوفاك، تم تحويل الفرقة إلى تشكيل تدريب. في مارس 1945، أعيد تنظيمها في فرقة بانزر 232 وخسرت القتال في غرب المجر.

## التاريخ

### قسم بانزر تاترا
تم تشكيل الفرقة كمجموعة قتالية طارئة (بالألمانية: Alarmkampfgruppe ) حول نواة من قدامى المحاربين في فرقة بانزر الأولى، ووحدات من فرقة بانزر 178، وموظفي منشأة تدريب كلاين كارباتن في مالاتسكي. وبحسب صموئيل ميتشام، جاء أفراد آخرون «من جميع أنحاء الخريطة».  كان لدى كتيبة الدبابات الوحيدة في الفرقة 28 دبابة قديمة من طراز بانزر-3 وبانزر-4 وثلاثة وثلاث دبابات تايجر 1 اس. بدأت الفرقة بقمع المقاومة في جنوب مورافيا، وفي 29 أغسطس 1944، انتقلت إلى جيلينا في شمال غرب سلوفاكيا.

### فرقة بانزر 232
بعد إعادة التنظيم، تم إعادة تنظيم أفواج التدريب السابقة في تاترا (فوج التدريب 82 و85) وإعادة تسميتها باسم بانزر غرينادير 101 و102. تم إرسال الوحدة بسرعة للانضمام إلى احتياطيات مجموعة الجيوش الجنوبية وتم إلقائها على الفور تقريبًا في عمل دفاعي مع الجيش الثامن.

## الضباط القادة
- جينيرال لوتنانت Friedrich-Wilhelm von Loeper ، 9 أكتوبر 1944
- اللواء الرائد هانز أولريش باك، فبراير - مارس 1945